# ديريك أرنولد
ديريك أرنولد (بالإنجليزية: Derek Arnold)‏ هو لاعب اتحاد الرغبي نيوزيلندي، ولد في 10 يناير 1941 في نيوزيلندا.